# Mario Trevi (cantante)
Mario Trevi, pseudonimo di Agostino Capozzi (Melito di Napoli, 2 novembre 1941), è un cantante e attore teatrale italiano.
Dotato di una calda voce, arriva al successo nel 1959, debuttando alla Festa di Piedigrotta con Si ce lassammo, per poi passare, nel 1961, al Giugno della Canzone Napoletana dove presenta il suo primo successo internazionale: Mare verde. Nel 1960 debutta al Festival di Napoli, dove, nel 1963, è primo interprete del famoso brano Indifferentemente. La sua poliedrica attività artistica lo vede cimentarsi dal repertorio della Canzone classica napoletana, ai brani napoletani degli anni '60, nella sceneggiata degli anni '70, sino alla rielaborazione del Turbo-folk serbo, rivisitato in chiave napoletana. Nel corso della sua carriera ha venduto venti milioni di dischi.
Grazie ai suoi meriti artistici, in occasione dei suoi ottant'anni riceve dal sindaco di Napoli la "Medaglia della città di Napoli".

## Biografia

### Gli anni cinquanta
In giovane età iniziò a lavorare come muratore. Nelle Opera dei Pupi, aperte nelle cantine del suo paese, lo facevano entrare gratis purché cantasse per intrattenere il pubblico. Il piccolo Agostino trovò un posto da commesso in un negozio di tessuti a piazza Nicola Amore a Napoli ma non abbandonò il canto, in particolare la passione per Sergio Bruni. A 14 anni iniziò a studiare canto con il maestro Attilio Staffelli, professore al Conservatorio di San Pietro a Majella di Napoli.
Fu in seguito che uno zio persuase il padre del ragazzo a fare ascoltare la sua voce sotto la Galleria di Napoli. Mario Trevi fu ascoltato dal maestro Vincenzo Acampora il quale lo fece esibire subito alla Festa di Piedigrotta. Esordì, all'età di 17 anni, cantando Nuvole d'ammore. Sullo stesso palco vi erano Giacomo Rondinella, Tecla Scarano, Nicla Di Bruno. A Porta Capuana si ritrovò accanto a Pasquariello e Claudio Villa. Nel 1959 incise la prima serie di 78 giri per la Royal. Tra le prime canzoni incise vi furono Vieneme 'nzuonno/'Mbraccio a tte, entrambe presentate da Sergio Bruni al Festival di Napoli di quell'anno, e Feneste e fenestelle (Ruocco-De Mura), il primo successo di Trevi che raggiunse le 500 000 copie vendute. Nello stesso anno partecipa alla "Piedigrotta Santa Lucia", tenutasi al Teatro Splendore di Napoli.

### Gli anni sessanta

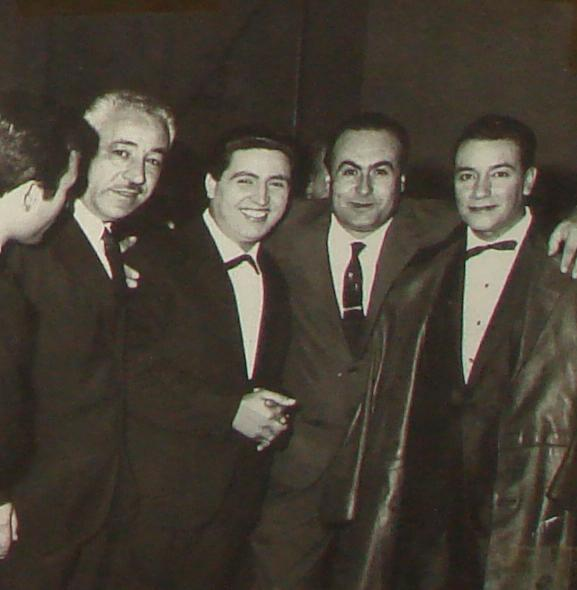
Mario Trevi (al centro) e Mario Abbate (primo a destra) nel 1963, al Festival di Napoli, dove si esibirono con la canzone Indifferentemente

La canzone Indifferentemente fu scritta da Umberto Martucci e Salvatore Mazzocco. Seconda classificata al Festival di Napoli del 1963, venne interpretata per la prima volta da Trevi in coppia con Mario Abbate. Divenuta parte del libro della Canzone Classica Napoletana, è stata incisa da grandi nomi della canzone nazionale e internazionale come Mina, Milva, Fred Bongusto, Roberto Murolo, Sergio Bruni e Amii Stewart. Anche Massimo Ranieri, Gigi D'Alessio, Nino D'Angelo ed Enzo Gragnaniello incideranno questo classico durante la loro carriera.
Tradotta e incisa non solo in inglese ma anche in tunisino dalla cantante M'Barka Ben Taleb. Nel 2010 la canzone è stata inserita nel film Passione di John Turturro, cantata da Mísia. Il 18 aprile 2011 Mario Trevi interpreta una nuova versione della canzone, incisa nel disco Napoli Turbo Folk, un progetto nato dallo spettacolo MARIO TREVI Lunabianca in concerto, con il quale debutta il 17 aprile 2010.
Nel corso della sua carriera Trevi ha inciso tre differenti versioni del brano: la prima nel 1963 (nel disco Indifferentemente/Catene d'ammore), la seconda volta nel 1989 (nell'album I miei successi di ieri... cantati oggi) e la terza ventidue anni dopo, nel disco Napoli Turbo Folk.

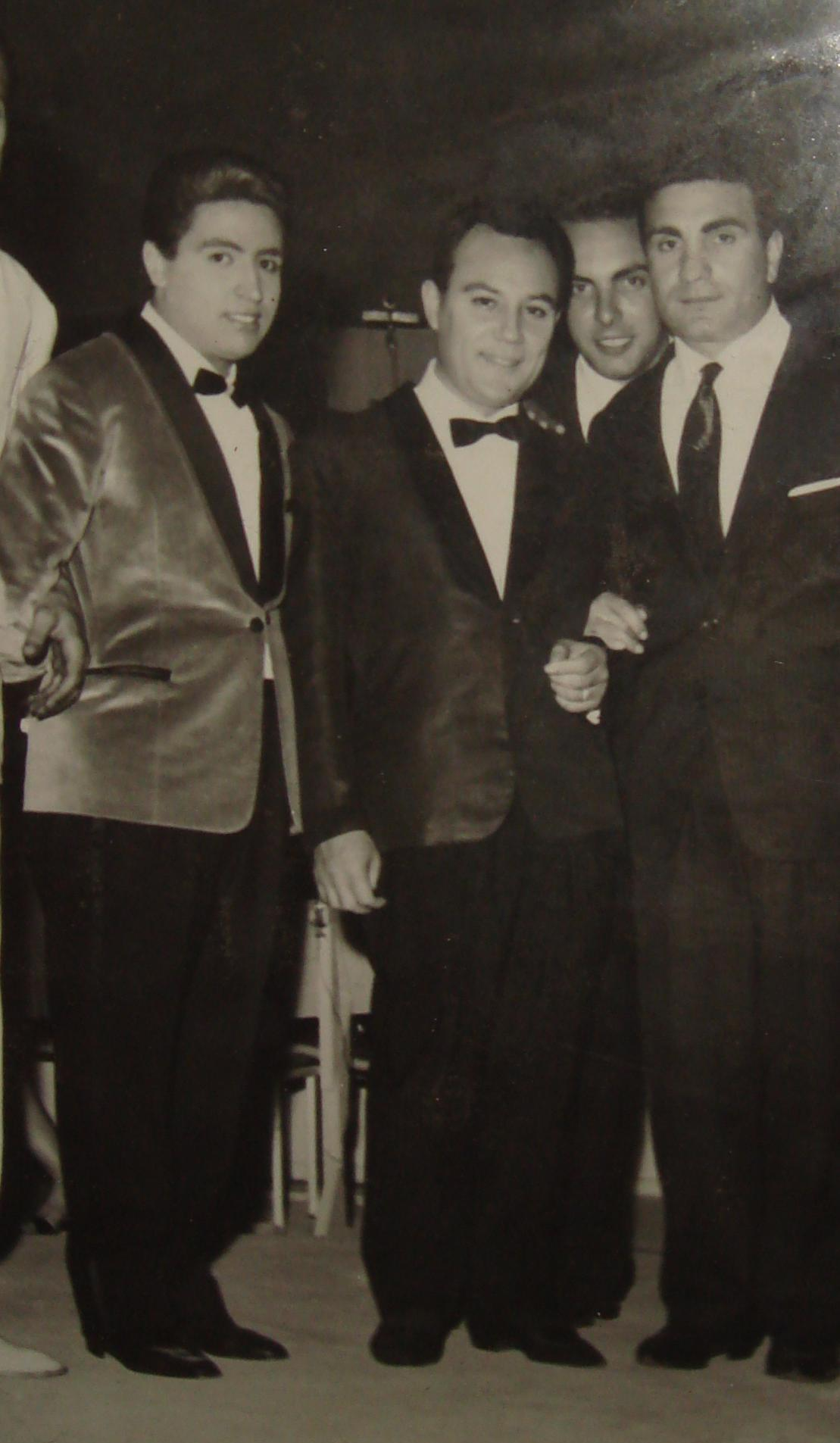
Mario Trevi, Claudio Villa ed Enzo Berri nel 1962 al Gran Festival di Piedigrotta

Negli anni sessanta ha partecipato a dieci Festival di Napoli, dal 1960 al 1970 (ultimo Festival di Napoli) e a svariate edizioni della Festa di Piedigrotta. Nel 1960 partecipa alla "Piedigrotta Acampora" con la canzone 'O sfaticato, e viene intervistato alla trasmissione radiofonica Album Fonografico, con Tina De Paolis e Pérez Prado. Nel 1962 vince il primo premio al Gran Festival di Piedigrotta con Mandulinata blu. L'anno successivo, al 2⁰ Festival città di Ercolano, vince il primo premio con Bella busciarda. Nel 1964 e 1965 partecipa alla Piedigrottissima. Nel 1960 si esibisce al Teatro di San Carlo di Napoli, in occasione dello spettacolo Bontà di Napoli, presentato da Enzo Tortora, al quale partecipa con artisti come Totò, Delia Scala, Pietro De Vico, Gloria Christian, Giorgio Gaber, Virna Lisi, Peter Van Wood, Maria Paris, Paolo Panelli, Nino Manfredi, Claudio Villa e tanti altri. Al Giugno della Canzone Napoletana del 1961 vince il secondo premio con Mare verde (scritta da Giuseppe Marotta e musicata da Salvatore Mazzocco) eseguita in coppia con Milva. Dallo stesso anno inizia la collaborazione con il maestro Eduardo Alfieri, il quale arrangerà tutti i brani incisi con la Durium, fino al 1969.
Intrapresa l'arte del canto, e acquistata già una certa notorietà, nel 1961, in compagnia del signor Luigi Campoluongo, famoso guappo del Rione Sanità da cui prese ispirazione la commedia Il sindaco del rione Sanità di Eduardo De Filippo, Mario Trevi fu invitato a casa di Totò a Roma, e quest'ultimo gli chiese di cantare la canzone Malafemmena. Tra le canzoni interpretate da Mario Trevi ai Festival di Napoli si ricordano Me parlano e te (1964, scritta dal poeta Salvatore Palomba e musicata da Antonio Vian), Settembre cu' mme' (1962, scritta da Renato Fiore e musicata da Antonio Vian), Cara busciarda (1969). Il maggior successo festivaliero per il quale Trevi viene ricordato è il brano Indifferentemente, del 1963, diventata una canzone classica napoletana.
Ai Festival di Napoli ha avuto modo di esibirsi in coppia con vari artisti della canzone italiana e napoletana: Milva, Claudio Villa, Johnny Dorelli, Nunzio Gallo, Mario Abbate, Gloria Christian, Maria Paris, Emilio Pericoli, Robertino, Mario Merola, Tony Astarita, Giulietta Sacco, Mirna Doris.
Nel 1964 partecipa al programma Napoli contro tutti con il brano 'O marenariello, vincendo la puntata "Napoli contro Londra". Lo stesso anno partecipa al programma culturale Canzone mia, un secolo di canzoni italiane, esibendosi con il brano Scetate.
Nel 1966 partecipa al Festival delle Rose, importante manifestazione di canzoni italiane alla quale partecipano artisti come Gianni Morandi, Gabriella Ferri, Paul Anka, Al Bano, Nicola Di Bari, Lucio Dalla, i Pooh e Little Tony, esibendosi con la canzone Tutti vanno via, arrivando in finale. Nello stesso anno partecipa al programma Scala reale, condotto da Peppino De Filippo, con il suo brano Indifferentemente.
L'11 ottobre 1969 parteciperà allo spettacolo "Festival della Canzone Napoletana", tenutosi al Carnegie Hall di New York, presentato da Mike Bongiorno, al quale parteciparono, oltre a Trevi, Mirna Doris, Peppino Gagliardi, Mario Da Vinci, Beniamino Maggio e Rino Abbate.
Con lo pseudonimo "Iverta" (Trevi letto al contrario, con l'aggiunta della "a" finale), dal 1962 fino alla prima metà degli anni sessanta, Mario Trevi scriverà, con la collaborazione di altri autori, alcuni brani da lui stesso interpretati.
In questi anni collaborò, involontariamente, alla prima esibizione in pubblico di Mario Merola: Trevi, allora diciassettenne ma già con una certa fama, si doveva esibire nella piazzetta nei pressi della chiesa di Sant'Anna alle Paludi in occasione dei festeggiamenti della Madonna, ma arrivò con una decina di minuti di ritardo. In quell'attesa i colleghi di Merola, il quale si trovava ad assistere alla manifestazione durante la pausa pranzo del suo mestiere di scaricatore di porto, invogliarono quest'ultimo a salire sul palco ed esibirsi.
Grazie alla sua carriera, Mario Trevi fu inserito tra le voci dell'Enciclopedia della canzone napoletana di Ettore De Mura del 1969.

### Piazzamenti in classifica dei singoli di Mario Trevi[19]
| Anno | Singolo                                                                         | Italia (Pos. Max. Settimanale) |
| ---- | ------------------------------------------------------------------------------- | ------------------------------ |
| 1959 | Vieneme 'nzuonno (Marcello Zanfagna \ Lino Benedetto)                           | 50                             |
| 1961 | Settembre cu' mme (Renato Fiore \ Antonio Vian)                                 | 14                             |
| 1961 | Mare verde (Giuseppe Marotta \ Salvatore Mazzocco)                              | 24                             |
| 1963 | Indifferentemente (Umberto Martucci \ Salvatore Mazzocco)                       | 42                             |
| 1966 | Che chiagne a ffa' (Vittorio Annona \ Vincenzo Acampora - Maria Rosara Donadio) | 64                             |
| 1969 | Cara busciarda (Renato Fiore \ Mario Festa - Antonio Iglio)                     |                                |
| 1970 | Sulitario (Giovanni Marigliano \ Enzo Di Domenico)                              |                                |

### Gli anni settanta
Durante gli anni delle sceneggiate, dal 1972 al 1981, la Compagnia Mario Trevi vedrà tra i suoi componenti nomi legati al teatro napoletano e alla canzone napoletana di quegli anni. Tra i componenti si ricordano Tecla Scarano, Rosalia Maggio, Beniamino Maggio, Alberto Amato, Cinzia Oscar, Nunzia Greton, Antonio Buonomo, Nello Amato, Pino Marchese, Maria Di Maio, Oscar Paolozzi, Maria Del Monte, Nuccia Fumo, Baldassarre, Trottolino, Anna De Magistris, Lino Crispo, Bianca Sollazzo, Franco Lubrano, Ernesto Martucci, Nino Schiattarella, Liana Montalbo, Gino Profenna, Elio Landini, Salvatore Polese, Aldo Riva, Evelin.
Finito il Festival di Napoli, nel 1971 partecipa alla trasmissione Napoli ieri e oggi, dove presenta il brano Serenata ammartenata. Nel 1973 partecipa alla Piedigrotta: Le nuove Canzoni di Napoli con il brano Astrignete a mme e nel 1974 alla Festa di Piedigrotta con Quanta rose. Dal 1971 inizia una collaborazione con l'autore Antonio Moxedano e il maestro d'orchestra Tony Iglio che durerà per tutto il decennio. Dal 1973 si dedicò ad un genere musicale che nasceva in quel tempo, le cosiddette "canzoni di cronaca", e alle "canzoni di giacca" e sceneggiate napoletana in teatro, ritornate in voga in quegli anni.
Fonda la "compagnia Mario Trevi" e porta in scena, in otto anni, ventuno sceneggiate; tra queste ultime, da ricordare 'A paggella, da cui venne tratto un film.
Nel 1976, per commemorare la scomparsa del compositore Salvatore Mazzocco, la casa discografica Durium dedica a quest'ultimo l'album La Napoli di Salvatore Mazzocco: cantano Aurelio Fierro, Mirna Doris, Mario Trevi. Nel 1981 fu girato, da Silvio Amadio, il film Il carabiniere, tratto dalla sceneggiata di Mario Trevi 'O carabiniere, del 1973, con Massimo Ranieri, Fabio Testi ed Enrico Maria Salerno; Trevi, il quale doveva recitare il ruolo del protagonista, non apprezzando le modifiche della trama, decise di rinunciare al ruolo, e il suo personaggio fu interpretato da Fabio Testi.
Sempre nel 1978 effettua una tournée in USA e Canada. A New York canta al Madison Square Garden, all'Accademia della Musica di Brooklyn e al Teatro Kenkiol, dove in seguito Mike Bongiorno riproporrà il Festival della Canzone Napoletana. Segue una tournée in Europa con altri artisti italiani: Luciano Tajoli, Nilla Pizzi, Claudio Villa. Lo spettacolo è formato da una parte in italiano e un'in napoletano: questa seconda viene totalmente affidata a lui.

### Da'A pagellaaLa pagella

Mario Trevi e Marc Porel (in secondo piano) nel 1980 sul set del film La pagella

Intrapreso da cinque anni il genere teatrale della sceneggiata, nel 1977, parallelamente all'uscita del brano omonimo, Mario Trevi porterà in scena la sceneggiata 'A pagella. Grazie a questo spettacolo, la compagnia Mario Trevi verrà nominata la "compagnia dei dieci milioni"; questo era l'incasso serale della sceneggiata su un biglietto d'ingresso che costava dalle 1500 alle 2000 lire.
Tra il 1977 e il 1978 la sceneggiata 'A pagella verrà portata in centottanta teatri in giro per l'Italia. Nel 1980 viene portata anche al cinema: diretto da Ninì Grassia, Mario Trevi vestirà i panni del protagonista del film La pagella. L'incasso del film al botteghino sarà di un miliardo e ottocento milioni di lire.

### Gli anni ottanta
Andando a terminare la corrente artistica delle sceneggiate, contemporaneamente, a Napoli, nascono le prime emittenti televisive private. Tra le emittenti più importanti vi è Napoli Canale 21, fondata nel 1976, dove Trevi proporrà le proiezione televisiva di alcune delle sue sceneggiate in teatro, come 'O carabiniere (del 1971 e riportata in scena nel 1979), e di alcuni programmi da lui diretti e presentati in quel decennio, come Stasera Napoli, Trevi più Trevi uguale Napoli e Appuntamento con Mario Trevi. Nel 1981 parteciperà al 2⁰ Festival di Napoli e Nuove Tendenze, trasmesso dal Teatro Politeama su Napoli Canale 21, dove si esibirà con la canzone 'O tesoro. Nel 1984 è la volta del concorso Dieci big per dieci nuove canzoni, dove presenta il brano 'O mare d' 'a tranquillità e nel 1985 partecipa al Festival nazionale della canzone napoletana con il brano 'A vesta 'e sposa. Nel 1986 pubblica il disco Ancora io, dove presenta canzoni, come Lasciarsi o no (scritta da Nino D'Angelo) e Alla mia donna (dedicata alla moglie Teresa). Nel 1989 incide l'album I miei successi di ieri... cantati oggi. Dal 1989 al 1990 partecipa alla trasmissione Mezzo secolo di canzoni napoletane, andata in onda su Napoli Canale 21.

### Gli anni novanta
Negli anni novanta effettua delle tournée in vari paesi europei, come la Germania e il Belgio, e in Nord e Sud America.
Dall'album I miei successi di ieri... cantati oggi, Trevi dà inizio ad una serie di album dedicati alla re-incisione di brani napoletani classici, antecedenti agli anni cinquanta e appartenenti al suo repertorio degli anni sessanta, riarrangiati con l'uso di strumenti elettrofoni. Con la stessa impronta, tra il 1992 e il 1994, incide un'antologia della canzone napoletana intitolata Cento canzoni da ricordare, che segue nel 1995 con l'album Nustalgia. Nel 1994 partecipa al lavoro discografico Sempre, del fratello Franco Moreno, incidendo la canzone 'Nu frate grande. A questa canzone ne seguirà un'altra nel 1998, nell'album di Franco Moreno Millenovecentonovantotto, intitolata Pronto Mario. Nel decennio ritorna in Rai partecipando a varie edizioni del programma Napoli prima e dopo.

#### Mario Trevi canta Pino Daniele
Nel 1995 incide un album dedicato alle canzoni di Pino Daniele, intitolato ...Niente - Trevi canta Daniele. Andando contro la critica e contro l'abitudine di dedicare album a poeti napoletani degli inizi del '900, come Libero Bovio e Salvatore Di Giacomo, Trevi omaggia un collega più giovane di lui, rappresentante della nuova corrente musicale napoletana del tempo. L'album vede la reinterpretazione di undici tra i brani di successo di Pino Daniele, andando da Napule è, Terra mia e Lazzari felici, fino a Appocundria, Donna Cuncetta, Sotto 'o sole, Chi tene 'o mare, Viento, Quanno chiove, Cammina cammina e 'O ssaje comme fa 'o core.

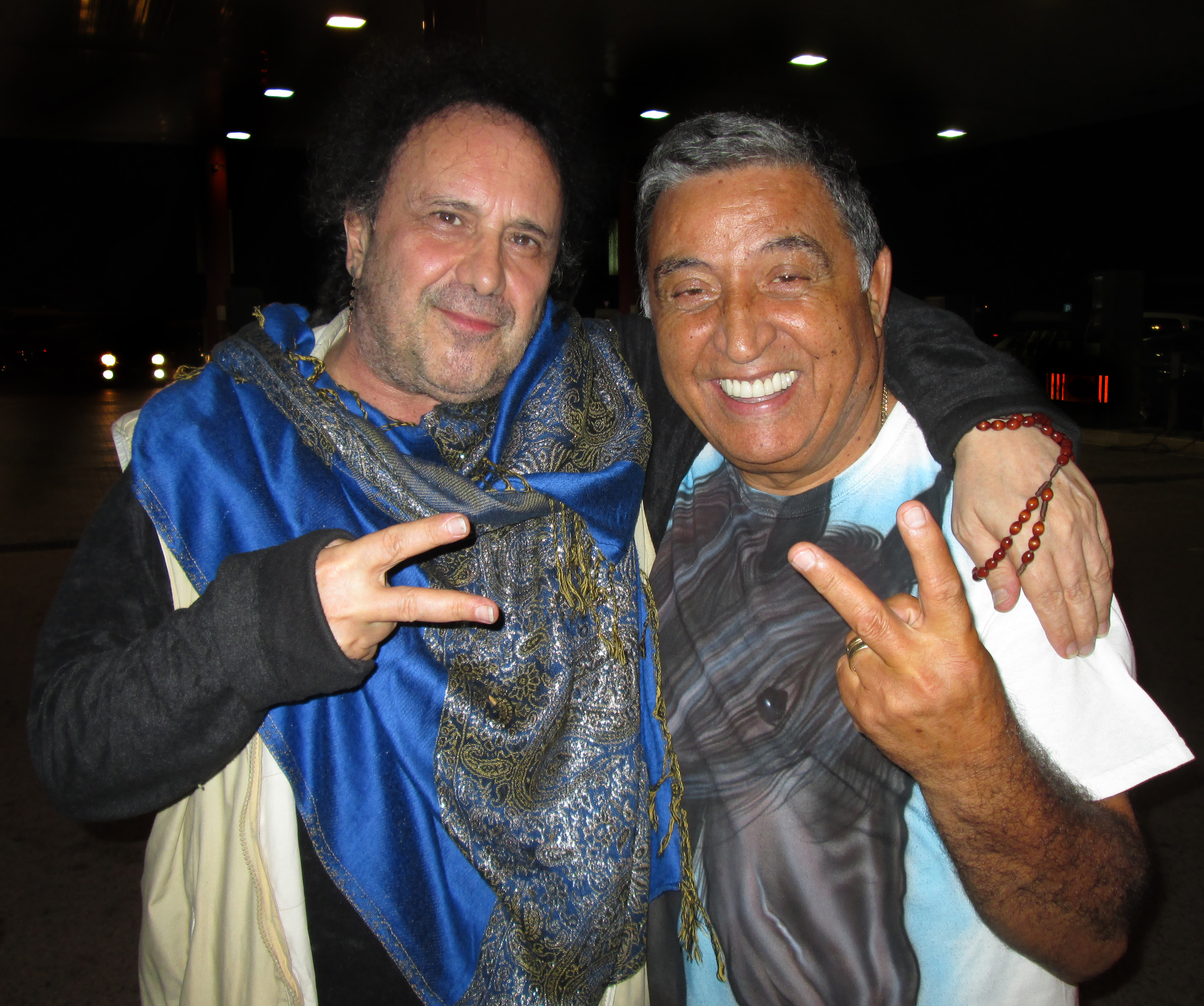
Mario Trevi ed Enzo Avitabile (2015)

### Gli anni duemila

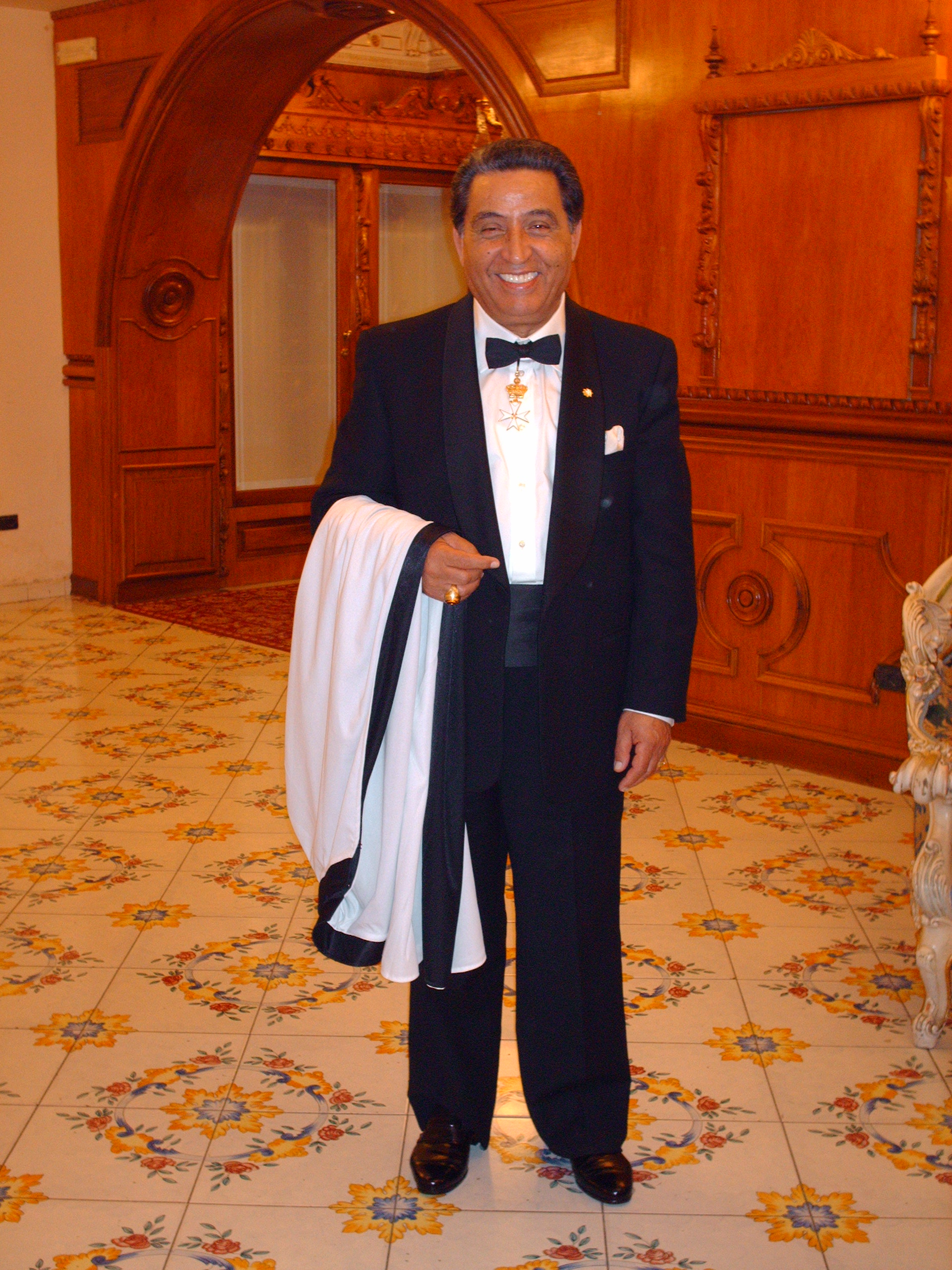
Mario Trevi alla sua nomina di Cavaliere dell'Ordine di Malta (26 novembre 2005)

Nel 2001 Fabio Fazio e Piero Chiambretti lo invitano a partecipare al Festival di Sanremo in veste di testimonial della canzone napoletana, affiancato da altri colleghi cantanti.
Il 4 luglio 2003 partecipa alla storica manifestazione canora napoletana del Rione Sanità dedicata a San Vincenzo Ferreri, detta " 'A festa 'o munacone".
Su iniziativa della Divisione Radiofonia della Rai, in collaborazione con Regione Campania, Comune e provincia di Napoli, il 1º luglio 2004 viene inaugurato l'Archivio Sonoro della Canzone Napoletana, dove è presente anche Trevi, con oltre 250 documenti audio e 39 documenti video. Altri 176 documenti audio sono presenti nell'archivio dell'Istituto centrale per i beni sonori e audiovisivi.
Il 26 novembre 2005 viene nominato, insieme ad Antonello Rondi, Bruno Venturini e Mario Merola, Cavaliere dell'Ordine di Malta.
Tra la fine del 2005 e l'inizio del 2006 ritorna in televisione e presenta, in compagnia del fratello Franco Moreno, il programma 'Nu frate grande show, trasmissione andata in onda sull'emittente satellitare Napoli International. Il 12 agosto 2006 è tra i protagonisti dello spettacolo Incantanapoli, esibendosi in concerto alla rotonda Armando Diaz, adiacente alla Villa comunale di Napoli, insieme ai colleghi Mario Da Vinci e Mirna Doris. Il 13 settembre dello stesso anno sarà la volta dello spettacolo InCanto napoletano, tenutosi al Vomero; ancora una volta verrà affiancato dalla collega Doris.
Il 20 maggio 2008, dopo quasi dieci anni dal suo ultimo lavoro discografico, esce Il capitano e il marinaio, lavoro creato con il fratello Franco Moreno e con arrangiamenti del maestro Augusto Visco.
Il 24 settembre 2009 partecipa al premio Carosone 2009, tenutosi all'arena Flegrea della Mostra d'Oltremare a Napoli, dove si esibisce, accompagnato dai Kantango, con le canzoni Indifferentemente, Scalinatella e Giacca rossa 'e russetto. Dopo le sue interpretazioni, consegna il premio alla carriera al cantautore Vinicio Capossela.

### Gli anni dieci
(Mario Trevi spiega così il suo cambiamento artistico in occasione della presentazione del disco Napoli Turbo Folk)

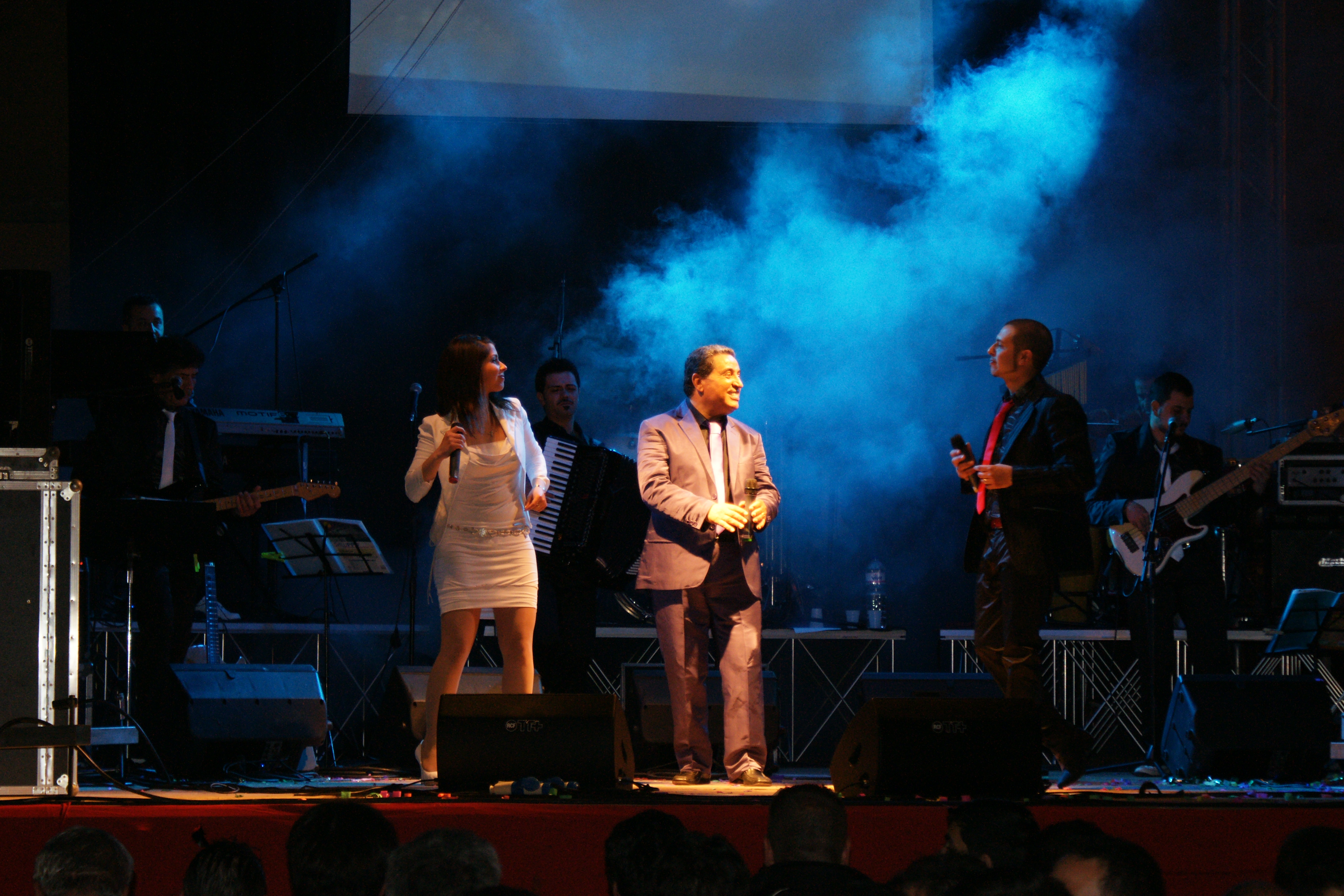
Mario Trevi, affiancato da Marco Sentieri ed Angela Lettieri, durante lo spettacolo "Mario Trevi Lunabianca in concerto", 17 aprile 2010

Nel 2010 Mario Trevi cambia genere musicale, avvicinandosi a nuovi ritmi e ad un pubblico giovane e contornandosi di giovani musicisti: Il 17 aprile 2010 debutta con lo spettacolo Mario Trevi Lunabianca in concerto.
L'11 ottobre 2011 il paese natale, Melito di Napoli, gli dedica il "Mario Trevi Day", dove Trevi tiene una conferenza sulla canzone napoletana e conclude la giornata con un concerto, accompagnato dai Lunabianca. Il 21 settembre 2013 partecipa alla Festa di san Gennaro organizzata a Napoli, dove viene ospitato insieme a Liliana de Curtis, Clementino, Sal da Vinci e Maria Mazza, ricevendo un premio alla carriera. Il 19 maggio 2014 prende parte alla manifestazione "Re Tour a Puteoli" di Pozzuoli, con Fausto Leali e Fabio Concato. Nel 2015 aderisce alla mostra "La gente di Napoli - Humans of Naples", del fotografo partenopeo Vincenzo De Simone patrocinato dal comune di Napoli, il comune di San Giorgio a Cremano e dell'assessorato all'Assistenza Sociale della Regione Campania, tenutasi dal 29 aprile al 12 maggio al Palazzo delle Arti di Napoli. Al progetto partecipano anche altre personalità della cultura, dello spettacolo e della politica, come Luigi de Magistris, Rosa Russo Iervolino, Peppe Barra, Enzo Gragnaniello, Mario Luzzatto Fegiz. Il 22 agosto si esibisce in concerto a Sapri, alla settima edizione di "Sapri anni 60". Partecipa alla manifestazione con Sal da Vinci, Gianluca Capozzi, Pupo, Fausto Leali, Tony Tammaro, I Ditelo voi e Massimo Ranieri. Il 27 luglio 2019 partecipa alla notte bianca di Salerno, con Ciccio Merolla, Annalisa Minetti, Ivana Spagna.
Il 20 settembre si esibisce a Napoli, sul palco di RTL 102.5, alla manifestazione "Napoli Pizza Village", presentato da Angelo Baiguini e Gianni Simioli, con Enrico Nigiotti e Bianca Atzei.

#### Dal melodico al turbo folk:Mario Trevi Lunabianca in concerto
(il giornalista Federico Vacalebre nell'intervista fatta a Mario Trevi alla trasmissione radiofonica Cantanapoli su Rai Radio 1 del 9 maggio 2011)

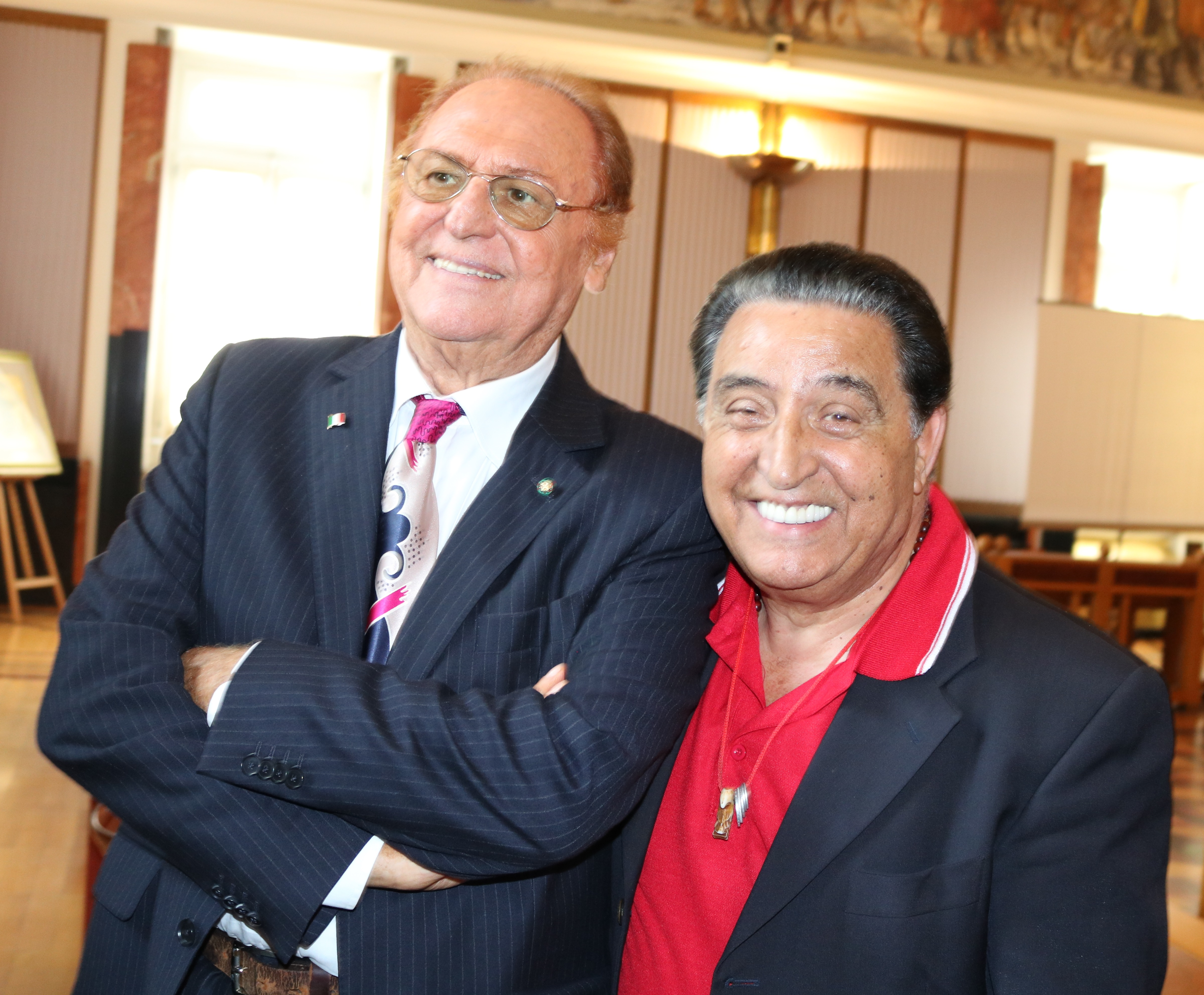
Renzo Arbore e Mario Trevi all'Università degli Studi di Napoli Federico II, all'assegnazione della Laurea honoris causa alla memoria in “Discipline della Musica e dello Spettacolo. Storia e Teoria” ad Antonio De Curtis (5/4/2017)

Alla fine del 2009 Mario Trevi, con l'imprenditore e musicista Giovanni Brignola, realizzano lo spettacolo Mario Trevi Lunabianca in concerto, debuttando il 17 aprile 2010.
Nello spettacolo Trevi è accompagnato da sei giovani musicisti, i Lunabianca, e da due giovani voci, Marco Sentieri ed Angela Lettieri (successivamente Stefano Larizza e Rossella Bruno), esibendosi con la rivisitazione di canzoni classiche napoletane attraverso nuovi arrangiamenti all'avanguardia composti da ritmi accelerati combinati con il folklore e la storia della Canzone napoletana, ispirato dal genere musicale serbo del Turbo-folk, in chiave napoletana. L'idea è quella di affiancare la tradizione canora napoletana di Mario Trevi con i ritmi dei giovani musicisti Lunabianca. Nello spettacolo vengono rielaborate le interpretazioni di grandi brani della canzone napoletana come Luna rossa, Dicitencello vuje, Lazzarella, 'O sole mio, sino ad arrivare ad Indifferentemente dello stesso Trevi. La sigla dello spettacolo, Luna bianca, è stata scritta dal cantautore Tony Tammaro.
Dallo spettacolo, l'anno successivo, nascerà il disco Napoli Turbo Folk, realizzato con i Lunabianca, pubblicato il 18 aprile 2011 e presentato ufficialmente al pubblico alla Fnac del Vomero, a Napoli, il 6 maggio 2011.
Il 9 maggio presenterà l'album su Rai Radio 1, alla trasmissione Cantanapoli.

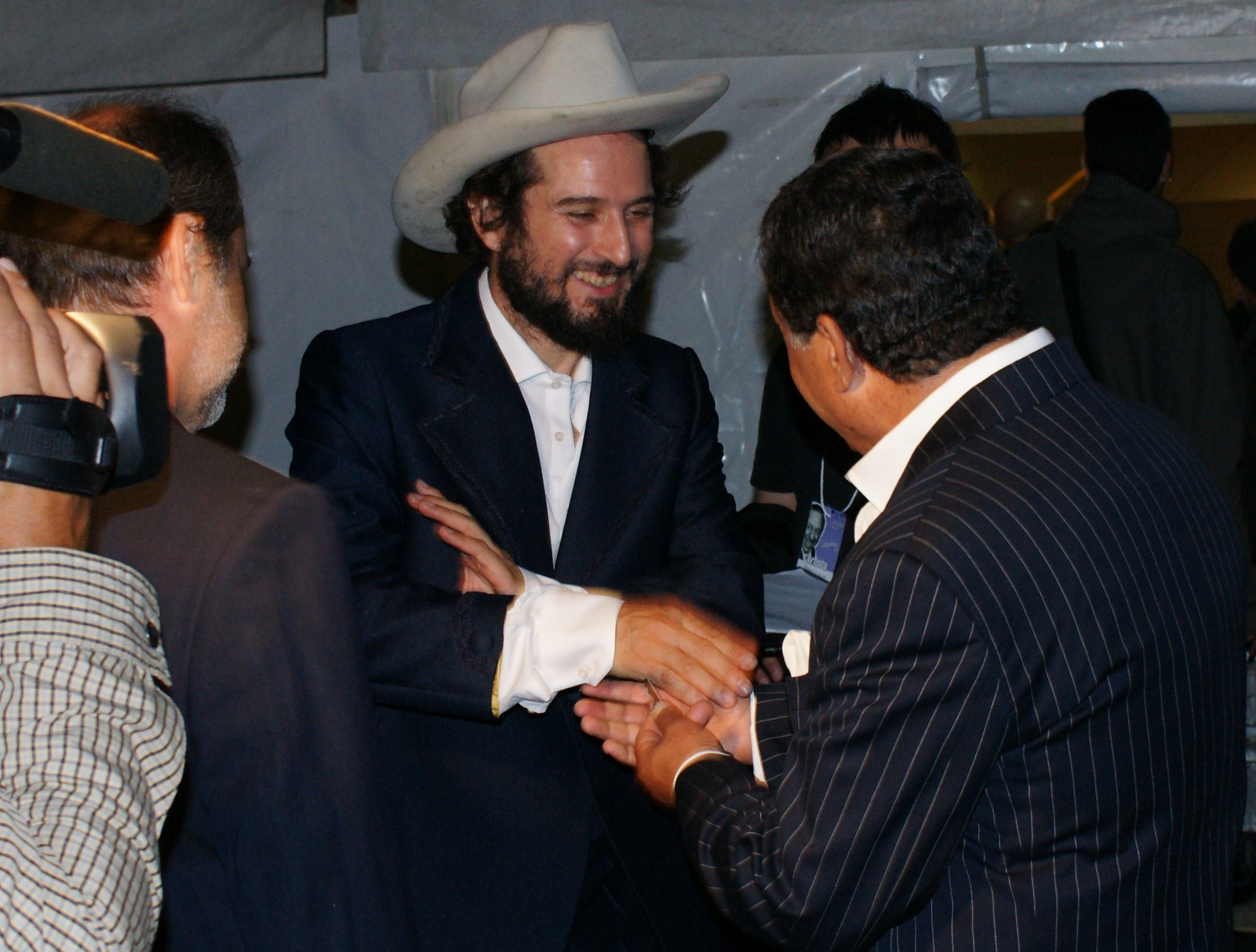
Vinicio Capossela con Mario Trevi al premio Carosone 2009

#### Mario Trevi al Conservatorio
Il 2 dicembre 2019, al Conservatorio Statale di Musica "Nicola Sala" di Benevento, nel Corso "Classico Napoletano - Didattica dell'ascolto", si tiene una lezione sui "Cantanti Festivalieri Maschi", diretta dal docente, maestro Luigi Ottaiano. La lezione è dedicata in gran parte a Mario Trevi, il quale interviene per l'occasione. Durante la lezione vengono ascoltate incisioni di Trevi, che saranno oggetto di esame per gli studenti: 'A luciana, Chitarrella chitarrè, Indifferentemente, Mare verde, Mierolo affurtunato, Cara busciarda, Catena, Suonne sunnato, Vierno, Scalinatella.

### Gli anni venti
Interrotte le tournée per via della pandemia, l'attività artistica di Trevi durante il 2021 continua ugualmente attraverso la pubblicazione della sua autobiografia Indifferentemente, e ricevendo la "Medaglia della città di Napoli" da parte del sindaco Gaetano Manfredi. Il 16 marzo 2022, in occasione dei 130 anni del quotidiano Il Mattino, partecipa, con altri artisti napoletani come Nino D'Angelo, Gigi D'Alessio, Massimo Ranieri, Peppino di Capri, Peppino Gagliardi, al video di auguri pubblicato online dal giornale. Il 18 ottobre 2023, in occasione dei sessant'anni della presentazione del suo brano Indifferentemente, omaggia l'anniversario realizzando un breve video, pubblicato sulle sue pagine social. Il 23 novembre 2023 la versione di Trevi di Indifferentemente, registrata nel 1963, è inserita nella colonna sonora dell'ultima puntata della quarta stagione della serie I bastardi di Pizzofalcone. Il 27 settembre 2024, su Rai 3, è presente nel docufilm 'O Festivàl, dove, con artisti come Aurelio Fierro, Claudio Villa, Nunzio Gallo, Domenico Modugno, Ornella Vanoni e Peppino Di Capri, Trevi è testimone del Festival di Napoli attraverso filmati storici, con il brano Indifferentemente (presentato da Mario Abbate e Mario Trevi al Festival di Napoli 1963), cantato nella quinta puntata della trasmissione Scala reale del 1966.

#### Indifferentemente: l'autobiografia
Nel 2021 pubblica la sua autobiografia Indifferentemente, scritta con il nipote Salvatore Architravo, dove raccoglie ricordi del suo debutto artistico negli anni cinquanta, delle partecipazioni al Festival di Napoli, le tournée all'estero, le esperienze teatrali e cinematografiche, e gli incontri con vari personaggi del mondo dello spettacolo.

#### Medaglia della città di Napoli
Il 22 dicembre 2021, a Palazzo San Giacomo, in occasione dei suoi ottant'anni, riceve dal sindaco di Napoli Gaetano Manfredi, la "Medaglia della città di Napoli" per i suoi meriti artistici, con la seguente motivazione: "La città di Napoli al Maestro Mario Trevi in segno di grande affetto ed ammirazione per la Sua fulgida, brillante carriera di autentico interprete dell'immenso patrimonio musicale della canzone napoletana e di profonda gratitudine per aver portato e tenuto alto il nome di Napoli in Europa e nel Mondo intero".

### Il docufilm
In occasione dei sessantacinque anni di carriera, partendo dall'autobiografia Indifferentemente, nel 2025 viene pubblicato il docufilm Indifferentemente... Mario Trevi, con la regia di Salvatore Architravo. Il docufilm, pubblicato su YouTube  e su Prime Video , vede come protagonista lo stesso Trevi che racconta la sua carriera, partendo dal debutto negli anni '50 ed arrivando al conferimento della Medaglia della Città di Napoli del 2021. Il racconto è arricchito dalle testimonianze di artisti come Gigi D'Alessio, Nino D'Angelo, James Senese, Tullio De Piscopo, Franco Ricciardi, Gianni Simioli, Franco Moreno, Oscar di Maio, Damiano Mazzone, i veterani Salvatore Palomba, Gianni Aterrano, Enzo Di Domenico e Gloria Christian, le ultime testimonianze postume di Mirna Doris, Tony Iglio, Giulietta Sacco e Fernando Esposito della Phonotype, i giornalisti Pietro Gargano e Federico Vacalebre, e persino il gruppo hip hop Sangue Mostro, che omaggiò Mario Trevi nell’album “Cuo-Rap” del 2014.

## Vita privata
Primo dei nove figli di Domenico Capozzi e Maddalena Ciletti, vive la sua infanzia nella miseria dell'Italia del secondo dopoguerra. Nel 1961 sposa Titina Spagnuolo, proveniente da una famiglia di negozianti di dischi attiva a Napoli dagli inizi del Novecento. Dal matrimonio, nel 1963, nascerà la prima figlia. Nel 1965, due giorni dopo la nascita della loro seconda bambina, un'embolia cerebrale toglierà la vita a Titina. Ai funerali fecero gli onori in tanti, fra questi anche Sergio Bruni e Mario Abbate. In omaggio della moglie prematuramente scomparsa, Trevi le dedicherà i brani Sulo e senza e te (Arrichiello-Genta) e Buon Natale/Stella d'oriente (Riccardi-Iverta-Sorrentino). Nel 1967 Trevi sposa la sorella minore di Titina, Teresa, dalla quale avrà altre due figlie.
Il 3 agosto 2020 un grave lutto colpisce Trevi, con l'improvvisa morte, a 56 anni, della primogenita Angela.

### I Capozzi
È il capostipite di una famiglia di cantanti napoletani, i Capozzi. È fratello di Lino Capozzi (1951-2017), Stefano Fani (1956-1997), Franco Moreno e Franco Sereno, zio di Gianluca Capozzi, Salvatore Capozzi, Mimmo Moreno, del musicista Massimo Capozzi, dell'attrice Simona Capozzi, e nonno del cantante Tony Mariano e del regista Salvatore Architravo.

## Omaggi
Il 23 gennaio 2014 i Sangue Mostro pubblicano l'album Cuo-Rap. Il brano Magliari contiene la voce campionata di Mario Trevi, estratta dal brano del 1962 'O magliaro.
Il 25 luglio 2025 il giovane rapper Nicola Siciliano omaggia Mario Trevi pubblicando l'inedito Trevi (Freestyle). Il singolo, omaggio a Napoli, oltre al titolo, cita Trevi nel testo:  "Sto' cu Trevi a casa soja e me sento Napule. Fra', stongo cu 'a storia!" (Sono con Trevi a casa sua e sento Napoli. Sono con la storia!).
 Il 1° agosto dello stesso anno Trevi e Siciliano sono ospiti nel TGR Campania per parlare del brano. 

## Festa di Piedigrotta
- 1958
  - Nuvole d'ammore (Sacchi - Acampora), Piedigrotta Abici[10]
- 1959
  - Si ce lassammo (Ruocco - De Mura), Piedigrotta Santa Lucia[10]
  - Feneste e fenestelle (D'Alessio - Ruocco), Piedigrotta Santa Lucia[10]
  - 'Nnammuratella 'e maggio (De Gregorio - Albano), Piedigrotta Santa Lucia[10]
  - Viento (Zanfagna - Benedetto), Piedigrotta Giba[10]
  - 'O tramonto 'e ll'ammore (Fiorini - Genta), Piedigrotta Giba[10]
- 1960
  - 'O sfaticato (Riccardi - Acampora), Piedigrotta Acampora.[10]
  - L'urdema nustalgia (Pereila - Acampora - La Commara - Fiorelli), Piedigrotta Acampora.[10]
  - L'urdime parole (Iervolino-Pennella-Acampora), Piedigrotta Acampora.[10]
- 1961
  - È desiderio (Barrucci-Sasso-Esposito), Piedigrotta Giba.[10]
- 1962
  - Mandulinata blu (Martucci - Mazzocco) con Emilio Pericoli, Gran Festival di Piedigrotta - 1º posto[10][103]
  - Era settembre (L.Cioffi - Gaiano) con Claudio Villa, Gran Festival di Piedigrotta[10]
  - Brigantella (Mennillo - Di Paola - Fanciulli) con Alberto Berri, Gran Festival di Piedigrotta[10]
- 1973
  - Astrignete a 'mme (Moxedano - Iglio), Piedigrotta: Le nuove Canzoni di Napoli[10]

## Festival di Napoli
- 1960
  - Canzone all'antica (S.Gaetani - A.Minervini) con Franca Raimondi, 8º Festival della canzone Napoletana - Non finalista[10]
- 1961
  - Mare verde (Marotta - Mazzocco) con Milva, Giugno della Canzone Napoletana- 2º posto[10]
  - È napulitana (M. Di Luito - G.Cioffi) con Giuseppe Negroni, giugno della Canzone Napoletana - Non finalista[10]
  - Cunto 'e llampare (L.Bonagura - Recca) con Claudio Villa, 9º Festival della canzone Napoletana - 4º posto[10]
  - Settembre cu mme (R.Fiore - Vian) con Johnny Dorelli, 9º Festival della canzone Napoletana - 7º posto[10]
- 1963
  - Indifferentemente (Martucci - Mazzocco) con Mario Abbate, 11º Festival della canzone Napoletana - 2º posto[10]
  - Catene d'ammore (Martucci - Mazzocco) con Nunzio Gallo, 11º Festival della canzone Napoletana - 6º posto[10]
- 1964
  - Me parlano e te (Palomba - Vian) con Robertino, 12º Festival della canzone Napoletana - Non finalista[10]
  - Sole 'e luglio (De Gregorio - Scuotto - Acampora) con Arturo Testa, 12º Festival della canzone Napoletana - Non finalista[10]
- 1965
  - È frennesia! (Pisano - F.Albano) con Maria Paris, 13º Festival della canzone Napoletana - 9º posto[10][104]
  - Niente cchiù (C.Della Gatta - Alfieri) con Mimmo Rocco, 13º Festival della canzone Napoletana - Non finalista[10]
- 1966
  - Che chiagne a ffà! (Annona - Acampora - Donadio) con Tony Astarita, 14º Festival della canzone Napoletana - 3º posto[10]
  - Rose d' 'o mese e maggio (Ippolito - Mazzocco) con Mirna Doris, 14º Festival della canzone Napoletana - Non finalista[10]

- 1967
  - Casarella 'e piscatore (L.Cioffi -Giovanni Marigliano - Enrico Buonafede) con Gloria Christian, 15º Festival della canzone Napoletana - 9º posto[10]
  - Biancaneve (Annona - Acampora - Manetta) con Tony Astarita, 15º Festival della canzone Napoletana - Non finalista[10]
- 1968
  - Lacrema (Palomba - Alfieri) con Mario Abbate, 16º Festival della canzone Napoletana - 7º posto[10][105]
  - Comm' 'a 'nu sciummo (Barrucci - Gregoretti - C.Esposito) con Mario Merola, 16º Festival della canzone Napoletana - Non finalista[10]
- 1969
  - Cara busciarda (Fiore - Festa) con Nino Fiore, 17º Festival della canzone Napoletana - 8º posto[10][106]
  - L'ultima sera (Barile - Pisano) con Nunzia Greton, 17º Festival della Canzone Napoletana - Non finalista[10]
- 1970
  - Ricordo 'e 'nnammurate (Annona - Campassi) con Nino Fiore, 18º Festival della canzone Napoletana - 8º posto[10][107]
  - Malacatena (Fiore - Festa - Iglio) con Nino Fiore, 18º Festival della canzone Napoletana - 10º posto[10][108]
  - Sulitario (Di Domenico - Marigliano) con Giulietta Sacco, 18º Festival della canzone Napoletana - Non finalista[10]
- 1971
  - doveva presentare 24 luglio (Moxedano - Sorrentino - Colucci - Cofra) con Pino Mauro, 19º Festival della canzone Napoletana - trasmissione sospesa dalla Rai[10]

## Festival delle Rose
- 1966
  - Tutti vanno via (T.Cucchiara - E.Alfieri), con Beppe Cardile, Festival delle Rose 1966 - Finalista (2º posto)[10]

## Trasmissioni e Festival vari
- 1963
  - Bella busciarda (Dura - Salerni) con Mario Abbate, 2º Festival Città di Ercolano - 1º posto.[10]
  - Te ne vaie con Wanda Prima, 2º Festival Città di Ercolano.[10]
  - 'O ritratto 'e bersagliera con Gina Armani, 2º Festival Città di Ercolano.[10]
- 1964
  - 'O marenariello (Ottaviano - Gambardella), Napoli contro tutti.[10]
  - Scetate (Costa - Russo), Canzone mia, Un secolo di canzoni italiane.[10][15]
  - Catene d'ammore (Martucci - Mazzocco), Piedigrotta 1964.[10][109]
  - Indifferentemente (Martucci - Mazzocco), Piedigrotta 1964.[10][109]
- 1966
  - Indifferentemente (Martucci - Mazzocco), Scala reale.[10][16]
- 1971
  - Serenata ammartenata (Frelotti - Moxedano - Colucci), Napoli ieri e oggi.[10]
  - Gennarino, unò... due!... (Fiorini - Colucci - Esposito), Un Natale per le strade.[10]
- 1974
  - Quanta rose (Bovio - Lama), Piedigrotta 1974.[10]
  - Tutt' 'e ssere (Pisano - Cioffi), Concerto per Napoli.[10][110]
- 1975
  - Astrignete a 'mme (Moxedano - Iglio), 1º Festival Pirotecnico del Golfo di Napoli.[10]
- 1981
  - 'O tesoro (Langella - T. Iglio), 2º Festival di Napoli e Nuove Tendenze[10][111]
- 1984
  -  'O mare d' 'a tranquillità (Albano - Fierro), Dieci big per dieci nuove canzoni.[10]
- 1985
  - 'A vesta 'e sposa (Cennamo), Festival Nazionale della Canzone Napoletana[10][112]
- 1987
  -  Alla mia donna (D'Agostino - Visco), Napoli prima e dopo.[10][113]
- 1988
  -  Alla mia donna (D'Agostino - Visco), Napoli prima e dopo.[10][114]
- 1989
  - Me parlano 'e te (Palomba - Vian), Napoli prima e dopo.[10][115]
- 1990
  - Vierno (De Gregorio - Acampora), Napoli prima e dopo.[10][116]
- 1991
  - Scetate (Russo - Costa), Napoli prima e dopo.[10][117]
- 1992
  -  'Na sera 'e maggio (Cioffi - Pisano), Napoli prima e dopo.[10][118]

- 1993
  - Malafemmena (De Curtis), Napoli prima e dopo.[10][119]
- 1997
  - Indifferentemente (Martucci - Mazzocco) - con Gloriana, Napoli prima e dopo.[10][120]
  - Indifferentemente (Martucci - Mazzocco), Ci vediamo in tv.[10][121]
  - Mare verde (Marotta - Mazzocco), Ci vediamo in tv.[10][122]
  - Ciento catene (Chiarazzo - Ruocco), Ci vediamo in tv.[10][123]
  - Dicitencello vuje (Fusco - Falvo) - con Mario Merola, Tony Astarita, Antonio Buonomo, Rosa Miranda e Gigi D'Alessio, Cronaca in diretta.[10]
- 1998
  - Napule canta (Bovio - Tagliaferri), Napoli prima e dopo.[10][124]
- 1999
  - Chiove (Bovio - Nardella), Napoli prima e dopo.[10][125]
- 2000
  - Canzoniere Lama (Gaetano Lama) - con Gloriana, Antonello Rondi e Mario da Vinci, Napoli prima e dopo.[10]
- 2001
  -  'O marenariello (Ottaviano - Gambardella), Mezzogiorno in famiglia.[10][126]
  -  'O surdato 'nnammurato (Califano - Cannio) - con Carla Boni e Narciso Parigi, Mezzogiorno in famiglia.[10][126]
  -  Dduje Paravise (E. A. Mario - Melina) - con Mario Merola, La vita in diretta.[10][127]
  - Indifferentemente (Martucci - Mazzocco) - con Mario Merola, La vita in diretta.[10]
  - Mare verde (Marotta - Mazzocco), Viva Napoli.[10]
  - Marechiare (Di Giacomo - Tosti), Viva Napoli.[10][128]
- 2003
  - Dduje Paravise (E. A. Mario - Melina), Napoli prima e dopo.[10][129]
- 2005
  - Indifferentemente (Martucci - Mazzocco), Domenica in.[10][130]
- 2009
  - Indifferentemente (Martucci - Mazzocco) - con i Kantango, Premio Carosone.[131]
  - Giacca rossa (Carosone - Nisa) - con i Kantango, Premio Carosone.[132]
  - Scalinatella (Bonagura - Cioffi) - con i Kantango, Premio Carosone.[133]
- 2013
  - Indifferentemente (Martucci - Mazzocco) - con i Lunabianca, Festa di san Gennaro.[134]
  - Simmo 'e Napule paisà (Fiorelli-Valente) - con i Lunabianca, Festa di san Gennaro.[135]
  -  'O sarracino (Carosone - Nisa) - con i Lunabianca, Festa di san Gennaro.[136]
  - Tu ca nun chiagne (Bovio - De Curtis) - con i Lunabianca, Festa di san Gennaro.[137]
  -  'O surdato 'nnammurato (Califano - Cannio) - con i Lunabianca, Festa di san Gennaro.[138]

## Sceneggiate
- 1969
  - Cunfiette 'e sposa, scritta da Nino Pellegrino.
- 1970
  - Sulitario, scritta da Francesco Martinelli.
- 1972
  - 'O carabiniere, scritta da Gaetano Di Maio.
- 1973
  - 'A mano nera, scritta da Elena Cannio.
  - 'O cammurrista, scritta da Aniello Langella.
- 1974
  - Cella 17, scritta da Giovanni Fiorenza.
- 1975
  - 'O mariuolo, scritta da Aniello Langella.
  - 'O fuggiasco, scritta da Aniello Langella.
- 1976
  - 'O rre d'è magliare, scritta da Francesco Martinelli.
  - 'Nu telegramma, scritta da Giovanni Fiorenza.
  - 'O presepio, scritta da Francesco Martinelli.
- 1977
  - 'O professore, scritta da Francesco Martinelli.
  - 'A paggella, scritta da Francesco Martinelli.
- 1978
  - 'A Befana, scritta da Francesco Martinelli.
- 1979
  - 'O metronotte, scritta da Francesco Martinelli.
  - 'O diario, scritta da Francesco Martinelli.
  - 'O carabiniere, riportata in scena sotto la regia dello stesso Trevi.
- 1980
  - Papà, scritta da Francesco Martinelli.
  - Astrignete 'a 'mme, scritta da Francesco Martinelli.
- 1981
  - 'O tesoro, scritta da Aniello Langella.

## Filmografia
- La pagella, regia di Ninì Grassia (1980)[139]
- Indiffentemente... Mario Trevi, regia di Salvatore Architravo (2025) [83][84][85][86][87]

## Discografia

### Album in studio
- 1961 – Senti Napoli e poi...
- 1961 – Naples Today (London, international series TW 91271, U.S.A.)
- 1961 – Festival Pjesama - Napulj U Junu - 1961 (Jugoton – LPD-V-195, Jugoslavia)
- 1961 – Festival di Napoli 1961
- 1964 – Mario Trevi con la orquesta de E.Alfieri (Ronde - LPR-38079, Venezuela)
- 1964 – Indifferentemente
- 1965 – Canzoni napoletane classiche
- 1966 – Canzoni napoletane moderne
- 1970 – Mario Trevi & Mirna Doris, Ammore 'e Napule (Fiesta record - FLPS 1572, U.S.A.)
- 1974 – Le disque d'or des Chansons Napolitanes - Mario Trevi (Mr. Pickwick, MPD 5506 STEREO, France)
- 1974 – Mario Trevi - vol.1
- 1974 – Mario Trevi - vol.2
- 1974 – Mario Trevi - vol.3
- 1974 – Mario Trevi
- 1975 – Si me sonno Napule
- 1975 – 'Nu telegramma
- 1975 – Mario Trevi
- 1976 – Mario Trevi recita le sue sceneggiate nel ruolo di 1º attore
- 1976 – 'O presepio
- 1977 – 'A paggella
- 1977 – Senti Napoli e poi... (Sicamericana Sacifi, 70.203, Argentina)
- 1978 – 'A befana
- 1979 – Mario Trevi - 12º volume
- 1979 – Canzoni di Napoli (Music Hall - 90.846 , Argentina)
- 1980 – Papà
- 1981 – Mario Trevi - 14º volume
- 1982 – Mario Trevi - 15º volume
- 1982 – 'E candeline
- 1983 – Mario Trevi - 18º volume
- 1984 – Mario Trevi - 19º volume
- 1985 – 'Nfizzo 'nfizzo
- 1986 – Nun è 'nu tradimento
- 1986 – Ancora io
- 1989 – I miei successi di ieri... cantati oggi
- 1992 – Cento canzoni da ricordare - vol.1
- 1992 – Cento canzoni da ricordare - vol.2
- 1992 – Cento canzoni da ricordare - vol.3
- 1992 – Cento canzoni da ricordare - vol.4
- 1994 – Cento canzoni da ricordare - vol.5
- 1994 – Cento canzoni da ricordare - vol.6
- 1994 – Carezze d'autore
- 1995 – ...Pecché te voglio bene
- 1995 – ...Niente - Trevi canta Daniele
- 1996 – Nustalgia
- 1998 – Tu si importante
- 2008 – Il capitano e il marinaio (con Franco Moreno)
- 2011 – Napoli Turbo Folk (con i Lunabianca)

### Singoli
- 1959 – Suttanella e cazunciello/Napulione 'e Napule con Tina De Paolis
- 1959 – Vieneme 'nzuonno/'Mbraccio a tte
- 1959 – 'O tramonto 'e ll'ammore/Viento
- 1959 – Io, 'na chitarra e 'a luna/Sona chitarra
- 1959 – Tu nun 'o ssaie/'O pirata
- 1959 – Feneste e fenestelle/Si ce lassammo
- 1959 – 'Nnammuratella 'e maggio/'E stelle m'hanno ditto
- 1959 – Evera 'e sciummo/Sfurtunatiello
- 1960 – Romantica/Colpevole
- 1960 – Mare napulitano/Strigneme
- 1960 - Non mentir/Portami a Roma
- 1960 – Canzone all'antica/Stasera si
- 1960 – Nuvole/Segretamente
- 1960 – Nuvole/'E stelle cadente
- 1960 – 'E rrose e tu/Sti mmane
- 1960 – Note d'ammore/Uè uè che femmena
- 1960 – Canzone all'antica/Pè 'nu raggio 'e luna
- 1960 – Segretamente/Musica 'mpruvvisata
- 1960 – Serenata a Margellina/Che ne sarrà dimane
- 1960 – ‘O sfaticato/L’urdema nustalgia
- 1960 – Che ne sarrà dimane/È ‘na pazzia
- 1960 – Bbuono guaglione/Comme ll’autunno
- 1961 – Mare verde/'Nnammuratella
- 1961 – È napulitana/Notte 'ncantata
- 1961 – T' 'e pigliato 'o sole/Tutt' 'e dduje
- 1961 – Cunto 'e lampare/N'ata dummeneca
- 1961 – Settembre cu mme/Vicino a tte
- 1961 – È desiderio/‘O codice ‘e ll’ammore
- 1961 – Paese mio/Si comm' 'o sole
- 1961 – Guappetiello/‘O binocolo
- 1961 – ‘A ricamatrice/‘Na lettera
- 1962 – Dint' 'o core/'E lassame
- 1962 – Mandulinata blu/Era settembre
- 1962 – Brigantella/‘Na vita sola
- 1962 – Malufiglio/L'urdemo avvertimento
- 1962 – Figliola figliò/‘O magliaro
- 1963 – ‘Na fotografia/Pazzerella
- 1963 – Festival de Naples, Mario Trevi:Indifferentemente/Catene d'ammore
- 1963 – ‘O pitturiello/So puveriello
- 1963 – Canzone appassionata/Mierolo affurtunato
- 1963 – Indifferentemente/Catene d'ammore
- 1964 – Sta malato 'o sfaticato/Bella busciarda
- 1964 – 'O spireto/Nu sbaglià
- 1964 – Me parlano e te/L'ombra d' 'a sera
- 1964 – Sole 'e luglio/Canzuncella ca vena e va
- 1964 - 'O marenariello/Ll'arte d' 'o sole
- 1964 – Chella d' 'e rrose/Scetate
- 1964 – Spezzacatena/Pà malavia
- 1965 – Te voglio bene assaie/Dicitencello vuje
- 1965 – Mbraccia a me!/Core furastiero
- 1965 – Era de maggio/Qui fu Napoli
- 1965 – Niente cchiù/'A voce 'e ll'ammore
- 1965 – È frennesia!/'Na catena 'e lacreme
- 1965 – Sulo e senza 'e te/Catenella
- 1965 – Buon Natale/Stella d'oriente
- 1966 – Rose d' 'o mese 'e maggio/Core busciardo
- 1966 – Che chiagne a ffà!/'O core mio
- 1966 – Dove vai/Tutti vanno via
- 1966 – Vint'anne/Serenatela a 'na cumpagna 'e scola
- 1966 – Catena/Simmo 'e Napule paisà
- 1966 – Vierno/'O vascio
- 1966 – Munasterio 'e Santa Chiara/Scalinatella
- 1966 – Luna rossa/Giuramento
- 1966 – Sciummo/Dimme addo' staje
- 1966 – Stasera voglio a 'tte/Vocca 'e russetto
- 1967 – Casarella 'e piscatore/Biancaneve
- 1968 – Filosofia 'e cantina/Cunfiette 'e sposa
- 1968 – Lacrema/'A femmena 'e mò
- 1968 – Comm' 'a 'nu sciummo/È cchiù forte 'e me
- 1968 – Che torna a ffà!/Nun 'e pè tte
- 1969 – 'E mimose/'O mese 'e maggio
- 1969 – Cara busciarda/L'ultima sera
- 1970 – Gennarino, unò... due!.../'A femmena
- 1970 – Malacatena/Nun è tutt'oro
- 1970 – Sulitario/Onore
- 1970 – Ricordo 'e 'nnammurate/Chi sbaglia pava
- 1971 – 24 luglio/Serenata ammartenata
- 1971 – Tentazione/'A malapianta
- 1971 – 'A mala cumanna/Dateme 'o figlio mio
- 1971 – Duello al sole/'O 113
- 1971 – 'O siciliano/Regolamento 'e cunte
- 1971 – 'O contrabbandiere/'Nu fiore pe' 'na mamma
- 1972 – Fierro 'e cancelle/Puceriale
- 1972 – 'O tripulino/'O jucatore
- 1972 – 'A mano nera/'O craparo
- 1972 – Sartana/'O marisciallo
- 1972 – 'O fedaino/L'opera 'e pupe
- 1973 – 'O carabiniere/'A malavita
- 1973 – Astringete a mme/'O killer 'nnammurato
- 1974 – 'O fuggiasco/'A ballata d' 'a mala vita
- 1974 – 'O marsigliese/'A Giulia
- 1974 – 'O presepio/Ave Maria
- 1975 – 'O cammurista/'E duje e l'Ave Maria
- 1975 – Tre pacchetti 1000 lire/Asso 'e bastone
- 1975 – 'O rre d'e magliare/Sparate brigadiè
- 1975 – 'Nu telegramma/Provvidenza
- 1977 – Cella 17/'A taglia
- 1977 – 'O prufessore/Chi se mette paura
- 1977 – 'A paggella/Attenti a quei due
- 1978 – Disprezzo/Buona notte amore mio
- 1978 – 'O treno/Scioscia sciò
- 1979 – 'O bene ca te voglio/Doppo 'e me

### EP
- 1960 – Festival di Napoli 1960 (Durium, EPN 119)
- 1961 – Giugno della Canzone Napoletana (Durium, EPA 3276) (con Aurelio Fierro)
- 1961 – Chansons du Festival de Naples “Giugno della Canzone Napoletana”
- 1963 – Mario Trevi (Durium, EPR A135)
- 1965 – Festival di Napoli 1965 (Durium, EPA 3335) (con Isabella Iannetti)

### Raccolte
- 1972 – Cumpagne ‘e cella, Mario Trevi-Mario Merola (West records, WLP 104)
- 1973 – Indifferentemente (Durium, BL 7005)
- 1973 – Canzoni napoletane classiche (Durium, BL 7007)
- 1973 – Senti Napoli e poi... Mario Trevi (Durium, BL 7006)
- 1975 – Canzoni napoletane moderne n.1 (Durium, BL 7094)
- 1975 – Canzoni napoletane moderne n.2 (Durium, BL 8030)
- 1975 – L'opera ‘e pupe (Presence, PPP10)
- 1975 – Astrignete a me-Piedigrotta “Le nuove canzoni di Napoli”  (Presence, PPP14)
- 1976 – La Napoli di Salvatore Mazzocco (Durium serie cicala, BL 7126) con Aurelio Fierro e Mirna Doris
- 1977 – Canzoni di Napoli (Durium serie cicala, BL 7130)
- 1978 – Sulo e senza ‘e te (Durium, BL 7147)
- 1978 – Mario Trevi - 16 canzoni di successo (vol.1) (Discoring 2000, GXLP1007)
- 1978 – Mario Trevi - 16 canzoni di successo (vol.2) (Discoring 2000, GXLP1017)
- 1979 – La sceneggiata napoletana
- 1980 – Mario Trevi, i miei successi... (Lineazzuralongplay, LA 97012)
- 1981 – Me parlano ‘e te (Durium, LP S 40.140)
- 1981 – 2º Festival della Canzone Napoletana (Polifon, LPF33012)
- 1982 – Tentazione (M.E.A. Sud, MLP 507)
- 1984 – Dieci big per dieci nuove canzoni (Mondial Music, LP705)
- 1985 – Festival Nazionale della Canzone Napoletana, vol.2 (Vis radio, LPIM795)
- 1985 – Mario Trevi, 20º volume (M.E.A. Sud, BMLP 551)
- 1991 – Antologia della Canzone Napoletana, Vol.4 (Zeus record, MC: ZS2944)
- 1991 – Antologia della Canzone Napoletana, Vol.5 (Zeus record, MC: ZS2954)
- 1991 – Antologia della Canzone Napoletana, Vol.6 (Zeus record, MC: ZS2964)
- 1991 – Antologia della Canzone Napoletana, Vol.7 (Zeus record, MC: ZS2974)
- 1991 – Antologia della Canzone Napoletana, Vol.8 (Zeus record, MC: ZS2984)
- 1991 – Antologia della Canzone Napoletana, Vol.9 (Zeus record, MC: ZS2994)
- 1991 – Antologia della Canzone Napoletana, Vol.10 (Zeus record, MC: ZS3004)
- 1991 – Antologia della Canzone Napoletana, Vol.11 (Zeus record, MC: ZS3014)
- 1991 – Antologia della Canzone Napoletana, Vol.12 (Zeus record, MC: ZS3024)
- 1994 – Mario Trevi - The Classic Collection, 'A Luciana (Fremus, CD: CDFR 0492)
- 1994 – La canzone Napoletana - Te voglio... te penzo... te chiammo... (De Agostini)
- 2000 – Signora Napoli (Zeus record, MC: ZS252244 2)
- 2000 – 'O carabiniere  (Zeus record, MC: ZS252234)
- 2000 – 'A befana (Zeus record, MC: ZS252254)
- 2000 – Karaoke-Canta anche tu con le basi originali di: Mario Trevi - N°5 (Zeus record, GD90854)
- 2001 – vol. 1, Luna rossa (Phonotype record, CD: CD 0100)
- 2001 – vol. 2, Era de Maggio (Phonotype record, CD: CD 0101)
- 2001 – vol. 3, Indifferentemente (Phonotype record, CD: CD 0107)
- 2001 – vol. 4, Mare verde (Phonotype record, CD: CD 0108)
- 2001 – vol. 5, Che chiegne ‘a ffà (Phonotype record, CD:CD 0109)
- 2001 – vol. 6, Buon Natale (Phonotype record, CD:CD 0110)
- 2001 – vol. 7, È frenesia (Phonotype record, CD:CD 0138)
- 2001 – vol. 8, Mandulinata blu (Phonotype record, CD:CD 0139)
- 2003 – Le origini, I parte,vol.9 (Phonotype record, CD:CD 0202)
- 2003 – Le origini II parte,vol.10 (Phonotype record, CD:CD 0203)
- 2003 – Monografie napoletane, vol.10: Mario Trevi (Duck Record, CD:GRCD-E 6368)
- 2004 – Com'era bello il Festival della Canzone Napoletana, vol.4 (Mea sound, CD:MEACD 621), con Sergio Bruni
- 2004 – Com'era bello il Festival della Canzone Napoletana, vol.5 (Mea sound, CD:MEACD 622), con Sergio Bruni
- 2004 – Com'era bello il Festival della Canzone Napoletana, vol.6 (Mea sound, CD:MEACD 623), con Sergio Bruni
- 2004 – Com'era bello il Festival della Canzone Napoletana, vol.7 (Mea sound, CD:MEACD 624), con Sergio Bruni
- 2010 – I grandi Interpreti cantano Alberto Sciotti (Phonotype record, CD:CD 0471)

### Partecipazioni
- 1993 – Sempre (Zeus Record, CD:ZS3712) di Franco Moreno, con il brano 'Nu frate grande (Chianciano-Esposito-Lafortezza)
- 1998 – Millenovecentonovantotto (Zeus Record, CD:ZS4722) di Franco Moreno, con il brano Pronto Mario (Gaetano)
- 2005 – Ascoltami (GDS-Zeus Record, CD:ZS4722) di Salvatore Capozzi, con il brano Indifferentemente (Martucci-Mazzocco)
- 2005 – Live (Seamusica, CD:CZCD 2036) di Carmelo Zappulla, con il brano live Pover' ammore (D'Angelo)[140][141]

## Libri
- Mario Trevi e Salvatore Architravo, Indifferentemente, Archi,  p. 205, ISBN 979-1220098250.